# Operation Ellamy
Operation Ellamy var kodnamnet för Storbritanniens deltagande i den libyska flygförbudszonen. USA:s motsvarighet är Operation Odyssey Dawn, Kanadas motsvarighet är Operation MOBILE och Frankrikes motsvarighet Opération Harmattan. Den 31 mars 2011 avslutades Operation Ellamy, då Nato övertog befälet och operationen övergick till Operation Unified Protector.

## Bakgrund
Den flygfria zonen föreslogs under protesterna i Libyen 2011 för att förebygga att regeringsstyrkor lojala till Muammar Gaddafi utför luftburna attacker på oppositionsstyrkor. Flera länder har förberett sig på att omedelbart agera, som ett resultat av en konferens i Paris den 19 mars 2011.
Operationen planeras att inkludera Eurofighter Typhoon och Panavia Tornado, såväl som oidentifierade övervaknings- och lufttankningsflygplan. En brittisk Trafalgar-ubåt avfyrade Tomahawkrobotar.
Den 31 mars 2011 var sista dagen som Operation Ellamy var aktiv, då Nato övertog befälet kl 06.00 den 31 mars 2011 och hela operationen fick det gemensamma namnet Operation Unified Protector.

## Operationer
De militära aktioner började den 19 mars 2011, med Royal Navy och brittiska flygvapnets deltagande.

### Royal Navy
På eftermiddagen den 19 mars avfyrade Royal Navy Tomahawkrobotar från sin Trafalgar-ubåt HMS Triumph. Tillsammans med USA:s tros 110 missiler ha avfyrats under dagen. 

### Brittiska flygvapnet
David Cameron, Storbritanniens premiärminister, bekräftade även att brittiska flygplan deltog över Libyen den 19, även om den franska flygstyrkan huvudsakligen hade varit i luften över Libyen den 19 mars, snarare än det brittiska flygvapnet. Den 20 mars 2011 har flera Storm Shadow-robotar avfyrats.
| Panavia Tornado GR4 (till vänster) och Eurofighter Typhoon (till höger) |  | Panavia Tornado GR4 (till vänster) och Eurofighter Typhoon (till höger) |
| Panavia Tornado GR4 (till vänster) och Eurofighter Typhoon (till höger) |  |                                                                         |

## Reaktioner
Enligt bland annat tidningen The Independent menade några brittiska före detta högre officerare att det (med tanke på de brittiska truppernas engagemang i Afghanistan) var för tidigt att avgöra hur stora insatser som britterna kunde ta på sig, medan andra menade att detta visade på bristerna i de besparingar som den brittiska regeringens försvarspolitiska beslut från oktober 2010 medförde.